# Морі Комацумару
Морі Комацумару (яп. 毛利幸松丸, моорі комацумару; 1515 — 25 серпня 1523) — самурайський полководець середньовічної Японії періоду Сенґоку. Володар провінції Акі (суч. префектура Хіросіма). 16-й голова роду Морі. Племінник Морі Мотонарі.

## Життєпис
Морі Комацумару народився у 1515 році у провінції Акі. Через раптову смерть свого батька, він успадкував головування у родині Морі у 2 роки. Опікунами малолітнього голови було призначено його дядька — Морі Мотонарі і діда по материнській лінії — Такахасі Хісаміцу. 
У 1523 році 9-річний Комацумару, прийнявши протекторат півінчного сусіда, роду Амаґо, взяв участь у штурмі замку Каґаміяма у провінції Акі, що належав родині Оуті. Однак після повернення з походу малолітній голова Морі помер від хвороби. За переказами, Комацумару відмовлявся дотиримувтись самурайської традиції — оглядання трофейних голів ворожих командирів, однак васали насильно змусили хлопця споглядати їх, від чого той знепритомнів. Серце юного Морі не втримало видовища із зікриваленими головами. 
Оскільки Комацумару не мав дітей, місце голови роду Морі зайняв його опікун — Морі Мотонарі.
Існує версія, що 9-річний правитель був убитий прихильниками Мотонарі. Останні також намагалися прибрати усіх можливих претендентів на головування. Дід Комацуру і другий опікун Такахасі Хісаміцу загинув при загадкових обставинах у бою. Син покійного, Такахасі Окіміцу, який успадкував посаду від батька був забитий своїм дядьком Такахасі Моріміцу. Останній, хоча і діяв на замовлення Мотонарі, загинув від руки свого ж замовника "за вчинення заколоту проти законного голови роду Такахасі". Таким чином, рід Такахасі, втративши усіх претендентів на головування, перестав існувати. Окрім цього, молодший брат Такахасі Хісаміцу і Моріміцу, Хондзьо Цунеміцу, який контролював срібню копальню Івамі ґіндзан,  був ліквідований людьми Мотонарі.